# Blaberus latissimus
Blaberus latissimus är en kackerlacksart som först beskrevs av Herbst 1786.  Blaberus latissimus ingår i släktet Blaberus och familjen jättekackerlackor. Inga underarter finns listade.